# Hoe Sénapati de koning van Java werd

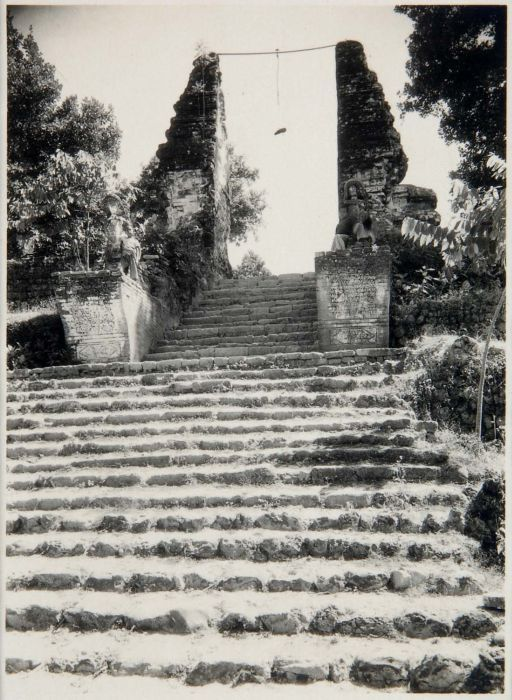
Gespleten poort bij het graf van soenan Giri, collectie Wereldmuseum Amsterdam

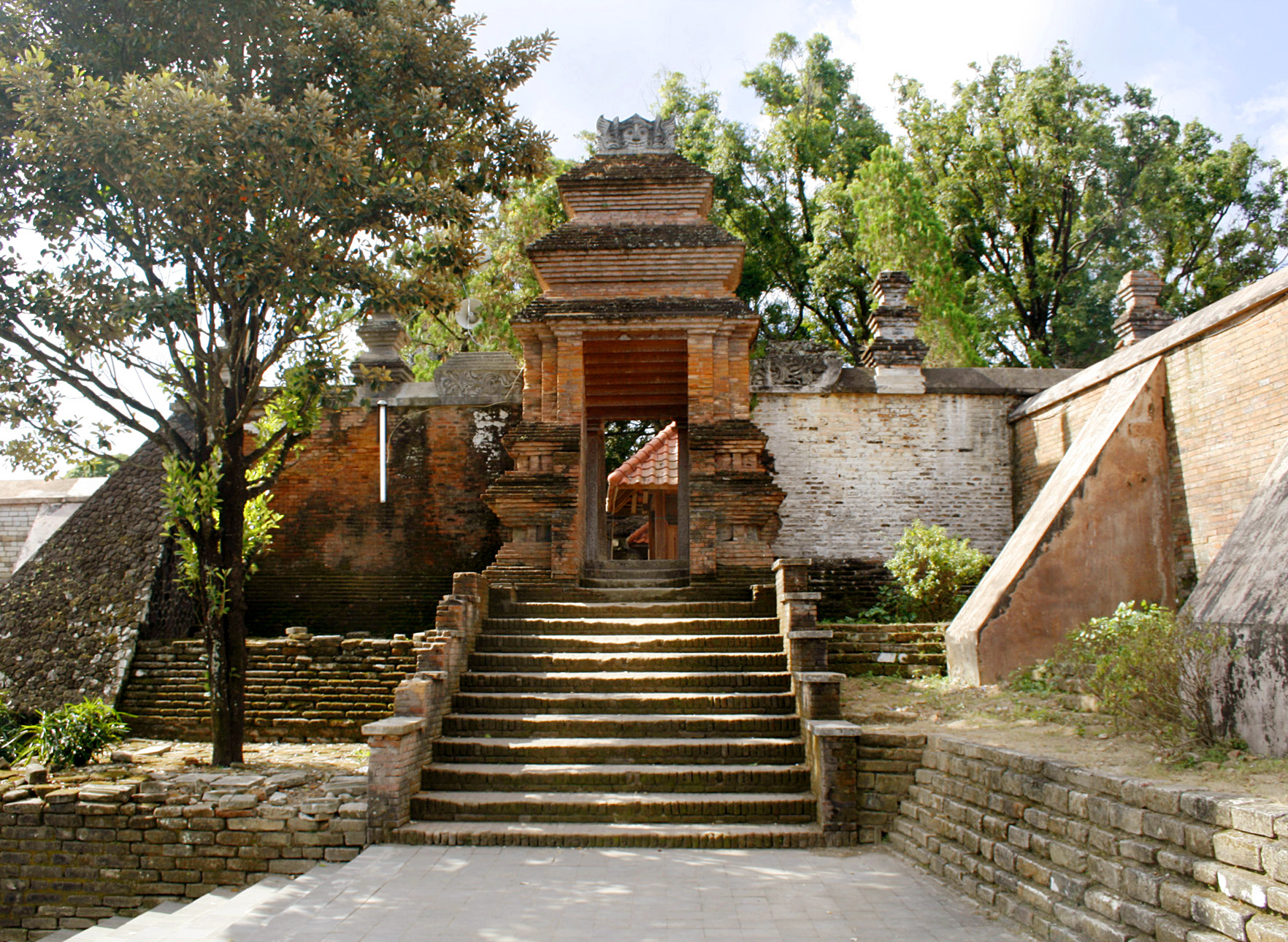
Kota Gede in Yogyakarta, met moskee en bad

Hoe Sénapati de koning van Java werd is een volksverhaal uit Indonesië.

## Het verhaal
Er waren vele vorsten op Java toen Ki-gedé-Mataram welvaart bracht, hij heeft zeven kinderen en woont in Mataram. De sultan van Pajang heeft hem gezonden en zijn oudste zoon, Lor-ing-Pasar, is als zoon door de sultan aangenomen. Het noodlot slaat toe en de zwager van de man, Kyai Juru Martani, krijgt opdracht goed voor de kinderen te zorgen. Lor-ing-Pasar wordt de opvolger en hij wordt Sénapati-ing Alaga Sayidin Panatâgama genoemd. Sunan Giri heeft ooit de voorspelling gedaan dat er een machtig vorst zou opstaan in Mataram. Hierdoor wil Sénapati niet naar het hof gaan om eer te betonen en hij laat een ringmuur bouwen. De vorst wil niet als eerste ten strijde trekken, want de voorspelling vertelde dat diegene zou verliezen.
Sénapati heeft berouw nu hij de vorst beledigd heeft en zijn oom vertelt dat hij tot God moet bidden om eens de opvolger van de vorst te zijn. Kyai Juru Martani zal de Merapi beklimmen en Sénapati moet naar de Zuidzee gaan. Sénapati komt bij de rivier Opak en komt bij de zee, er breekt een storm en golven zijn zo hoog als bergen en kokend heet. Nyai Lara Kidul regeert over alle geesten van Java. Ze ziet de man aan de oever van de zee en ze bewondert hem. Ze smeekt om medelijden aan de man die de kokende zee veroorzaakt, zijn smeekbedes aan God zijn verhoord. Sénapati is verheugd dat alle geesten van Java hem zullen bijstaan in zijn strijd tegen vijanden. Sénapati volgt Nyai Lara Kidul alsof hij over land gaat naar haar zeepaleis.
De ringmuur is van goud en zilver en er liggen robijnen, diamanten en de prachtigste bloemen groeien in de tuin. Nyai Lara Kidul neemt Sénapati mee naar haar slaapkamer en ze bedrijven drie dagen en drie nachtenlang de liefde. Sénapati vertrekt en Nyai Lara Kidul vertelt dat ze hem altijd zal helpen als hij met zijn benen tegen elkaar en zijn handen voor zijn borst gekruist naar de hemel zal kijken. In Pajang woont een zwager van Sénapati, Tumenggung Mayang. Zijn zoon Radèn Pabélan verleid de ene na de andere vrouw en zijn vader wil dat hij gaat trouwen. De zoon wil niet trouwen en de vader daagt hem dan uit de dochter van de sultan, Ratu Sekar Kedaton, te verleiden.
De vader vertelt dat de zoon naar de vrouwenverblijven moet gaan en Tjempaka-bloemen aan de bediende moet geven. Hij moet de bloemen namens hem geven en de prinses zal niet meer slapen en eten. De prinses stuurt een bediende en vader en zoon gaan 's nachts het paleis binnen. Tumenggung Mayang leert zijn zoon een toverspreuk om de muur lager te maken bij het prinsesseverblijf. Radèn Pabélan weet niet dat zijn vader hem de verkeerde spreuk heeft geleerd, zodat hij niet meer naar buiten kan komen. Zeven dagen en nachten liggen de geliefden in elkaars armen, maar op de achtste dag krijgen de bedienden argwaan. De sultan stuurt soldaten en het lijk van Radèn wordt in de rivier geworpen. Ook de vader van de jongen wordt gevangengenomen en zijn vrouw is wanhopig en stuurt een bode naar Mataram.
Als Sénapati het nieuws van zijn zuster hoort, geeft hij zijn pachters opdracht zijn zwager te bevrijden. De sultan stuurt een leger naar Sénapati. De sultan rijdt voor op een olifant en Sénapati gaat met zijn leger naar Randu-Lawang. Kyai Juru zegt dat hij 's nachts houtstapels in het Zuidergebergte zal aansteken en Sénapati moet Nyai Lara Kidul om hulp vragen. Bij zonsondergang gaat Sénapati met de armen gekruist en met zijn gelaat naar de hemel staan. Het begint te regenen en waaien en bomen worden ontworteld. De as van de Merapi komt als een asregen neer en het leger van de sultan vlucht. De sultan wil overnachten in een heilig graf, maar het hek opent niet. De sultan begrijpt dat dit de wil van God is en legt zich erbij neer.
De volgende ochtend wordt de sultan ziek en prins Benawa vraagt of hij moet aanvallen, maar de sultan zegt dat zijn zoon Sénapati trouw moet zijn. De sultan heeft hem ooit aangenomen als zijn zoon en Sénapati stuurt selasihbloemen naar de westelijke poort van het paleis. Er gaat een geest naar de kraton en deze gaat op de borst van de sultan zitten. De sultan sterft en Sénapati kust de voeten van de sultan. De oudste zoon van de sultan, de adipati van Demak, wordt als opvolger gekozen. Hij verdeelt het land onder zijn vrienden en het wordt onrustig in het land. Prins Benawa droomt van zijn vader, hij moet Sénapati om hulp vragen.
De troepen verzamelen zich in het Zuidergebergte en Sénapati rijdt op zijn paard Bratayuda. De zilveren en gouden kogels van adipati van Demak deren hem niet. De slaven zijn machteloos en Sénapati trekt de stad binnen. De adipati en zijn gezin worden naar Demak verbannen en prins Benawa wordt als vorst van Pajang aangewezen. Sénapati keert terug naar Mataram en zijn nazaten zouden heersen over het legendarische rijk Mataram.

## Achtergronden

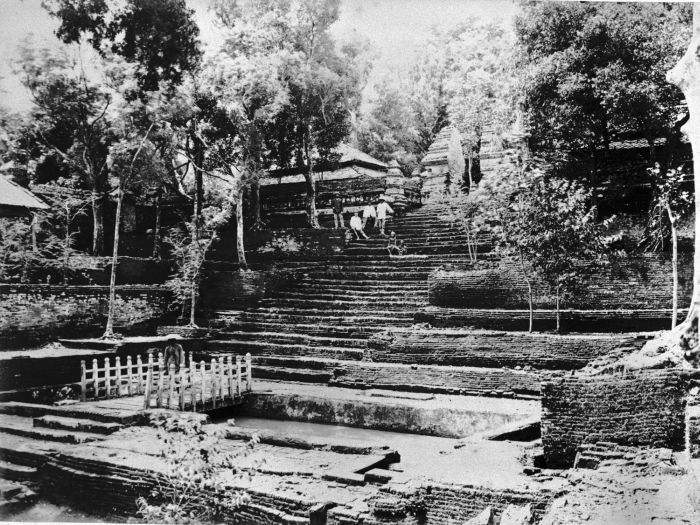
De ingang van het graf van sultan Agung op de begraafplaats Imogiri

- Het verhaal gaat over de stichting van de dynastie van het rijk van Mataram. Nyai Lara Kidul is vanaf dat moment de bruid van de vorst. Elke keer als een nieuwe vorst de troon bestijgt of in het huwelijk treedt, wordt een offer an Nyai Lara Kidul gebracht. Dit gebeurt ook als een prins tot kroonprins wordt verheven. Het ritueel vindt plaats aan het zeestrand van Parangtritis, ten zuiden van Yogyakarta. Zie Labuhan.
- Er is een verhaal over de bedaya ketawang, een rituele dans gewijd aan Nyai Lara Kidul, aan de kleinzoon van Sénapati, sultan Agung (1613-1645) gewijd. Nyai Lara Kidul toonde haar liefde in een lied terwijl ze danste. Nog altijd wordt op het hof van Surakarta de heilige dans opgevoerd bij bijzondere gelegenheden. De dans is zo heilig dat ze slechts op bepaalde dagen ingestudeerd mag worden door de negen meisjes en voor de opvoering moet een sajèn (spijsoffer en het branden van wierook) gebracht worden. De meisjes moeten ritueel rein zijn en hun kleding is een traditioneel bruidskostuum.
- Zie ook Hoe Kyai Blorong de hebzuchtige Sarijan strafte en Ratu Kidul.